# Boa Ventura (kommun)
Boa Ventura är en kommun i Brasilien.   Den ligger i delstaten Paraíba, i den östra delen av landet, 1 400 km nordost om huvudstaden Brasília. Antalet invånare är 5 751.
Omgivningarna runt Boa Ventura är huvudsakligen savann. Runt Boa Ventura är det glesbefolkat, med 13 invånare per kvadratkilometer.